# Fliget kranstop
Fliget Kranstop (Stephanandra incisa)  er en lille, løvfældende busk med en tæt grenet og overhængende vækstform. Skuddene er zigzagformede. Fliget Kranstop er dyrket i haver i Danmark, men de kønne blomster bliver sjældent bemærket. Planten blev tidligere kaldt Lille Kranstop.

## Beskrivelse
Barken er først lyst rødbrun og glat. Senere bliver den rødbrun og svagt stribet. Knopperne er spredte, spidse og røde. Bladene har store akselblade med savtakket rand. Selve bladet har dybt indskårne lapper med savtakket rand (de ligner tjørneblade lidt). Oversiden er friskt grøn ligesom undersiden. Høstfarven er gul eller rød. Blomsterne ses i juni-juli. De er grønligt hvide og sidder i små klaser ved skudspidsen. Modne frø ses sjældent her i landet.
Rodnettet består af fladt udbredte og tæt forgrenede hovedrødder med mange, fine siderødder. Planten fremkalder en mild form for jordtræthed.
Højde x bredde og årlig tilvækst: 2 x 2 m (15 x 15 cm/år).

## Hjemsted
Denne Kranstop-art vokser i lyse bjergskove og -krat i Japan og Korea, hvor somrene er fugtige og varme, og hvor vintrene er milde og snerige.

## Sorter
- Stephanandra incisa 'Crispa'. Sorten har buede grene og tæt, lav vækst. Det er næsten udelukkende den, man ser plantet her i landet.

| Portal | Portal:Botanik |